# S-IVB
Construit par la Douglas Aircraft Company, le S-IVB (parfois appelé S4b) était le troisième étage du lanceur Saturn V et le deuxième étage du lanceur Saturn IB. Il était doté d'un unique moteur J-2 pour assurer sa mission. Pour les missions lunaires, ce dernier était mis à feu à deux reprises : d'abord pour l'insertion en orbite terrestre après coupure du deuxième étage S-II, et ensuite pour l'injection translunaire (sur trajectoire lunaire), afin d'envoyer les deux modules habités de la mission vers la Lune.

## Historique
Le S-IVB était une évolution de l'étage supérieur de la fusée Saturn I, le S-IV, et fut le premier étage de Saturn V à avoir été conçu. Le S-IV utilisait une grappe de six moteurs, mais utilisait les mêmes ergols que le S-IVB, à savoir de l'hydrogène liquide (LH2) et de l'oxygène liquide (LOX). Il était également à l'origine destiné à être le quatrième étage d'une potentielle autre fusée appelée Saturn C-4, d'où son nom de S-IV.
Onze entreprises avaient soumis des propositions pour être le maître d'œuvre de l'étage, avant la date limite du 29 février 1960. L'Administrateur de la National Aeronautics and Space Administration (NASA) T. Keith Glennan décida, le 19 avril, que Douglas Aircraft Company emporterait le contrat. Convair fut rejetée, Glennan ne voulant pas monopoliser le marché de fusées à hydrogène liquide, car Convair était déjà chargée de la construction de l'étage Centaur.
En fin de compte, le Marshall Space Flight Center décida d'utiliser les fusées C-5 (appelées plus tard Saturn V), qui avaient trois étages et seraient surmontées d'un S-IV revalorisé, appelé S-IVB, qui au lieu d'utiliser un groupe de moteurs n'aurait qu'un seul moteur J-2. Douglas avait obtenu le contrat pour le S-IVB en raison des similitudes entre ce dernier et le S-IV. Dans le même temps, il fut décidé de créer la fusée C-IB (Saturn IB), qui utiliserait également le S-IVB comme deuxième étage et qui pourrait être utilisée pour tester le vaisseau Apollo en orbite terrestre, pendant que la fusée Saturn V était toujours en cours de conception.
Un S-IVB fut transformé en coque vide pour Skylab, la première station spatiale américaine. Pour d'autres projets, le S-IVB servait de base pour divers ateliers humides (des habitats spatiaux construits à partir d'étages de fusée consommés), comme celui d'une station américaine ou ceux du projet de survol habité de Vénus.
Pendant les missions Apollo 13, Apollo 14, Apollo 15, Apollo 16 et Apollo 17, le S-IVB fut envoyé sur la Lune pour s'y écraser. Cette manœuvre permit d'effectuer des mesures sismiques qui aideraient à établir les caractéristiques du noyau de la Lune.
L'Earth Departure Stage (EDS), proposition de deuxième étage des fusées Ares V et Ares I, avait en partie les mêmes caractéristiques que l'étage S-IVB. Les deux lanceurs du programme Constellation, qui fut annulé en 2010, auraient eu un moteur J-2 réévalué (série J-2X), exerçant les mêmes fonctions que celui de l'étage de la série 500 (mise en orbite de la charge utile, puis injection du vaisseau spatial dans l'espace trans-lunaire).

## Caractéristiques

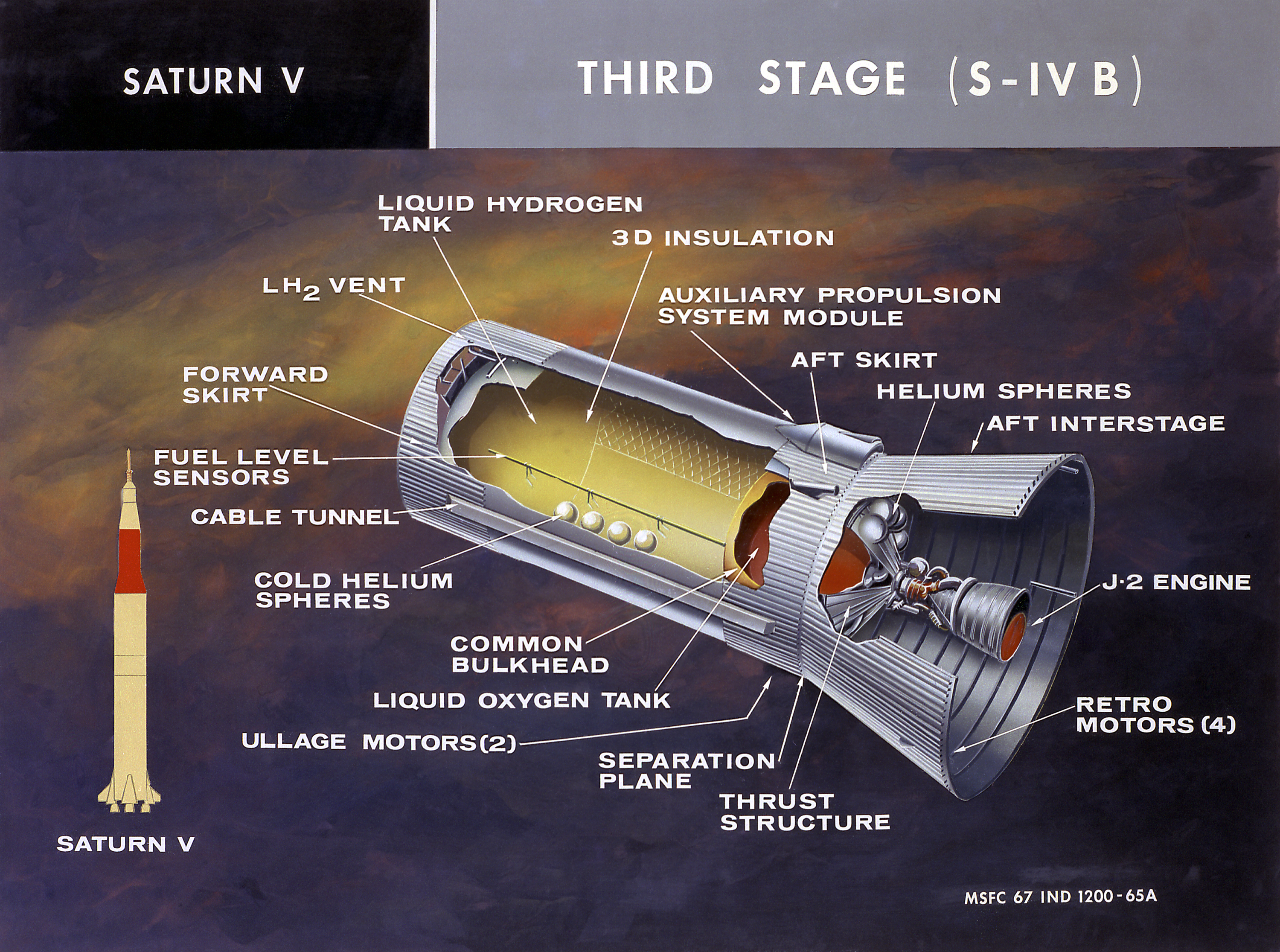
Vue en coupe du S-IVB de Saturn V.

Douglas construisit deux versions distinctes du S-IVB, la série 200 et la série 500. La série 200 était utilisée par Saturn IB et différait de la 500 dans le fait que les étages ne possédaient pas d'inter-étage évasé et avaient moins d'hélium de pressurisation à bord, car ils ne devaient pas être ré-allumés. Sur la série 500, l'inter-étage évasé était nécessaire pour rapprocher les étages inférieurs de Saturn V, de plus grand diamètre. La série 200 était également dotée de trois fusées à combustible solide pour séparer l'étage S-IVB de l'étage S-IB lors du lancement, contre deux seulement sur la série 500, et n'avait pas le propulseur linéaire APS, que la série 500 requérait pour les opérations préalables au redémarrage du moteur J2.
Le S-IVB transportait 73 280 l (19 359 gallons US) de LOX et 252 750 l (66 770 gallons US) de LH2. Comme souvent dans le domaine des étages de fusée, la plus grande partie de sa masse totale était due aux ergols contenus à l'intérieur de ses réservoirs : lors de la mission Apollo 11, la masse d'ergols contenue était de 107 095 kg, ce qui représente 89,9 % du poids total de l'étage, qui était de 119 119 kg. L'oxygène liquide représentait 73,3 % de cette masse (87 315 kg) et l'hydrogène liquide 16,6 % (19 780 kg). L'étage vide ne représentait que 10,1 % de la masse totale, avec un poids de 11 273 kg.
La propulsion était confiée à un moteur J-2, d'une poussée maximale de 1 033 kN dans le vide. Afin de pouvoir envoyer les astronautes vers la Lune, il disposait d'une particularité étonnante pour son époque, il pouvait être ré-allumé en vol. Cependant, à l'inverse de ses homologues qui occupaient le deuxième étage au nombre de cinq, il n'était pas orientable, cette tâche étant confiée aux quatre moteurs périphériques. Un accent particulier avait été mis sur sa fiabilité : de décembre 1963 à janvier 1966, des tests menés permirent de vérifier que le moteur respectait largement son cahier des charges. Un moteur fut rallumé 30 fois et fonctionna au total 2 774 secondes, alors qu'en vol il n'avait besoin de fonctionner que 500 secondes et d'être rallumé une seule fois.
L'étage était également surmonté d'un anneau le séparant de l'adaptateur contenant le module lunaire (désigné SLA, pour « Spacecraft/Lunar Module Adapter »). Cet anneau, également désigné « instrument unit » était en fait une case à équipements contenant tous les équipements et capteurs nécessaires pour le guidage, la commande, la poursuite et la mesure à distance des actions de la fusée durant tout son vol,. Elle était dérivée de l'instrument unit développée pour la fusée Saturn I. Le contractant de la NASA pour la fabrication de l'IU était International Business Machines (IBM).

## Fonctionnement au cours d'une mission

L'étage S-IVB d'Apollo 7 en vol orbital autour de la Terre, au-dessus de Cap Canaveral. Apollo 7 utilisa un lanceur Saturn IB, et non Saturn V, sachant que l'étage S-IVB était quasiment identique sur ces deux lanceurs. On distingue également la coiffe ouverte.

Le troisième étage fonctionnait pendant les 150 s suivant la séparation avec le deuxième étage.
Contrairement à la précédente séparation d'étages, il n'y avait pas d'opérations spécifiques de séparation pour l'inter-étage, ce dernier restant attaché au second étage (bien qu'il fût construit comme une composante du troisième). 10 min et 30 s après le décollage, Saturn V était à 164 km d'altitude et à 1 700 km de distance au sol du site de lancement. Quelques instants plus tard, après des manœuvres de mise en orbite, le lanceur était sur une orbite terrestre de 180 km sur 165 km. C'était relativement bas pour une orbite terrestre et la trajectoire ne pouvait pas rester éternellement stable à cause des frottements résiduels avec les hautes couches l'atmosphère. Pour les deux missions qui se déroulèrent en orbite terrestre, Apollo 9 et Skylab, le lanceur injecta les vaisseaux sur une orbite beaucoup plus élevée. Une fois sur cette orbite de parking, le S-IVB et le vaisseau spatial, restés attachés, bouclaient deux orbites et demi autour de la Terre. Durant cette période, les astronautes effectuaient des contrôles des équipements du vaisseau et du dernier étage du lanceur, afin de s'assurer que tout était en parfait état de marche et préparer le vaisseau pour la manœuvre d'injection « translunaire » (Trans-Lunar Injection - TLI).
La manœuvre TLI intervenait environ deux heures et demie après le lancement : le moteur du troisième étage était rallumé pour propulser le vaisseau spatial vers la Lune. Cette poussée durait six minutes, ce qui portait la vitesse de l'ensemble à plus de 10 km/s (vitesse de libération), lui permettant ainsi d'échapper à l'attraction de la Terre pour se diriger vers la Lune. Quelques heures après la manœuvre TLI, le module de commande et de service Apollo (CSM) se séparait du troisième étage, pivotait de 180 degrés, puis s'arrimait au module lunaire (LEM) qui était situé sous le CSM pendant la phase de lancement. Enfin, le nouvel ensemble formé par le CSM et le LEM se détachait du troisième étage.
Le troisième étage pouvait présenter un danger pour la suite de la mission, puisque les vaisseaux Apollo suivaient la même trajectoire inertielle. Pour éviter tout risque de collision, les ergols restants dans les réservoirs du troisième étage étaient évacués dans l'espace, ce qui par réaction modifiait sa trajectoire. À partir d'Apollo 13, les contrôleurs le dirigèrent vers la Lune. Des sismographes déposés sur la Lune par de précédentes missions pouvaient détecter leurs impacts au moment où ils s'écrasaient sur la Lune. Les données enregistrées lors de ces crashs volontaires ont contribué à l'étude de la composition intérieure de la Lune. Avant Apollo 13 (sauf Apollo 9 et Apollo 12), les troisièmes étages étaient placés sur une trajectoire passant à proximité de la Lune qui les renvoyaient vers une orbite solaire.
Apollo 9, quant à lui, fut dirigé directement vers une orbite solaire. L'étage S-IVB d'Apollo 12 connut un destin tout différent : le 3 septembre 2002, Bill Yeung découvrit un astéroïde suspect auquel il donna le nom provisoire de J002E3. Il se révéla être en orbite autour de la Terre, et il fut rapidement découvert par analyse spectrale qu'il était couvert d'une peinture blanche de dioxyde de titane, la même que celle utilisée pour Saturn V. Les contrôleurs de mission avaient prévu d'envoyer le S-IVB d'Apollo 12 en orbite solaire, mais l'allumage moteur après la séparation du vaisseau Apollo dura trop longtemps et le troisième étage passa trop près de la Lune et finit sur une orbite à peine stable autour de la Terre et de la Lune. On pense qu'en 1971, à la suite d'une série de perturbations gravitationnelles, le S-IVB se plaça sur une orbite solaire puis revint sur une orbite terrestre 31 ans plus tard. En juin 2003, ce troisième étage quitta l'orbite terrestre.

## Étages construits
| Série 200       | Série 200                                                                 | Série 200                                                                 | Série 200 |
| Numéro de série | Utilisation                                                               | Date de lancement                                                         | Localisation actuelle |
| --------------- | ------------------------------------------------------------------------- | ------------------------------------------------------------------------- | --- |
| S-IVB-S         | Étage de test statique « cuirassé »                                       | Étage de test statique « cuirassé »                                       | |
| S-IVB-F         | Étage de test pour les installations                                      | Étage de test pour les installations                                      | |
| S-IVB-D         | Étage de test « dynamique » remis au Marshall Space Flight Center en 1965 | Étage de test « dynamique » remis au Marshall Space Flight Center en 1965 | U.S. Space & Rocket Center, Huntsville, Alabama |
| S-IVB-T         | Annulé en décembre 1964                                                   | Annulé en décembre 1964                                                   | |
| S-IVB-201       | AS-201                                                                    | 26 février 1966                                                           | |
| S-IVB-202       | AS-202                                                                    | 25 août 1966                                                              | |
| S-IVB-203       | AS-203                                                                    | 5 juillet 1966                                                            | |
| S-IVB-204       | Apollo 5                                                                  | 22 janvier 1968                                                           | |
| S-IVB-205       | Apollo 7                                                                  | 11 octobre 1968                                                           | |
| S-IVB-206       | Skylab 2                                                                  | 25 mai 1973                                                               | |
| S-IVB-207       | Skylab 3                                                                  | 28 juillet 1973                                                           | |
| S-IVB-208       | Skylab 4                                                                  | 16 novembre 1973                                                          | |
| S-IVB-209       | Skylab rescue vehicle                                                     | Skylab rescue vehicle                                                     | Kennedy Space Center |
| S-IVB-210       | Apollo Soyuz Test Project                                                 | 15 juillet 1975                                                           | |
| S-IVB-211       | Inutilisé                                                                 | Inutilisé                                                                 | U.S. Space & Rocket Center, Huntsville, Alabama |
| S-IVB-212       | Converti en Skylab                                                        | 14 mai 1973                                                               | |
| Série 500       |                                                                           |                                                                           | |
| Numéro de série | Utilisation                                                               | Date de lancement                                                         | Localisation actuelle |
| S-IVB-501       | Apollo 4                                                                  | 9 novembre 1967                                                           | |
| S-IVB-502       | Apollo 6                                                                  | 4 avril 1968                                                              | |
| S-IVB-503       | Détruit le 20 janvier 1967                                                | Détruit le 20 janvier 1967                                                | Explosion au cours des essais au banc Beta 3 du Sacramento Test Operations (SACTO) |
| S-IVB-503N      | Apollo 8                                                                  | 21 décembre 1968                                                          | Orbite solaire |
| S-IVB-504       | Apollo 9                                                                  | 3 mars 1969                                                               | Orbite solaire |
| S-IVB-505       | Apollo 10                                                                 | 18 mai 1969                                                               | Orbite solaire |
| S-IVB-506       | Apollo 11                                                                 | 16 juillet 1969                                                           | Orbite solaire |
| S-IVB-507       | Apollo 12                                                                 | 14 novembre 1969                                                          | Orbite solaire. Aurait été découvert comme astéroïde en 2002 et reçut la désignation J002E3                                                                                            |
| S-IVB-508       | Apollo 13                                                                 | 11 avril 1970                                                             | Impact sur la surface de la Lune le 15 avril 1970 à 0 h 9 min 40 s UTC*, à 65,5 km de la cible, au point de coordonnées « 2° 45′ S, 27° 52′ O ». Masse à l'impact : 13 425,8 kg.       |
| S-IVB-509       | Apollo 14                                                                 | 31 janvier 1971                                                           | Impact sur la surface de la Lune le 4 février 1971 à 6 h 40 min 55 s UTC*, à 294,4 km de la cible, au point de coordonnées « 8° 05′ S, 26° 01′ O ». Masse à l'impact : 13 986,9 kg.    |
| S-IVB-510       | Apollo 15                                                                 | 26 juillet 1971                                                           | Impact sur la surface de la Lune le 29 juillet 1971 à 20 h 58 min 42 s UTC*, à 153,7 km de la cible, au point de coordonnées « 1° 31′ S, 11° 49′ O ». Masse à l'impact : 14 006,9 kg.  |
| S-IVB-511       | Apollo 16                                                                 | 16 avril 1972                                                             | Impact sur la surface de la Lune le 19 avril 1972 à 20 h 2 min 4 s UTC*, à 320,3 km de la cible, au point de coordonnées « 1° 18′ N, 23° 48′ O ». Masse à l'impact : 13 972,9 kg.      |
| S-IVB-512       | Apollo 17                                                                 | 7 décembre 1972                                                           | Impact sur la surface de la Lune le 10 décembre 1972 à 19 h 32 min 42 s UTC*, à 155,5 km de la cible, au point de coordonnées « 4° 13′ S, 12° 19′ O ». Masse à l'impact : 13 930,7 kg. |
| S-IVB-513       | Apollo 18 (annulée)                                                       | Apollo 18 (annulée)                                                       | Johnson Space Center |
| S-IVB-514       | Inutilisé                                                                 | Inutilisé                                                                 | Kennedy Space Center |
| S-IVB-515       | Converti en Skylab B                                                      | Converti en Skylab B                                                      | National Air and Space Museum |

(* Voir la liste des objets artificiels sur la Lune pour localisation.)

## Explosion au sol
Le 20 janvier 1967, l'étage S-IVB 503, positionné sur le banc de tests Beta 3, explosa juste avant l'allumage de son moteur, détruisant l'étage. L'enquête révéla qu'une des huit sphères d'hélium chargées de la pressurisation des réservoirs de carburant avait explosé (utilisation de mauvais matériaux pour réaliser les soudures).